# Макс Шаллер
Макс Шаллер (Max Schaller; 27 жовтня 1896, Ельсніц — 24 березня 1972, Бремен) — німецький воєначальник, генерал-майор люфтваффе. Кавалер Німецького хреста в золоті.

## Біографія
7 червня 1915 року вступив в армію. Учасник Першої світової війни. Після демобілізації армії залишений в рейхсвері. З 1 листопада 1938 року — командир 1-го батальйону 23-го зенітного полку. З 15 лютого 1940 року — начальник відділу LP 4 кадрового управління люфтваффе Імперського міністерства авіації. З 1 травня 1942 року — командир 5-ї зенітної бригади, з 15 січня 1943 року — 1-ї, з 1 березня 1944 року — 13-ї зенітної дивізії. 6 жовтня 1944 року переданий в розпорядження кадрового управління люфтваффе Імперського міністерства авіації. З 4 грудня 1944 року — командир 8-ї зенітної дивізії. 7 травня 1945 року взятий в полон. 8 травня 1947 року звільнений.

## Звання
- Фанен-юнкер (7 червня 1915)
- Фанен-юнкер-єфрейтор (16 жовтня 1915)
- Фанен-юнкер-унтерофіцер (23 грудня 1915)
- Фенріх (26 жовтня 1916)
- Лейтенант (10 січня 1917)
- Оберлейтенант (1 квітня 1925)
- Гауптман (1 жовтня 1932)
- Майор (1 квітня 1936)
- Оберстлейтенант (1 лютого 1939)
- Оберст (1 квітня 1941)
- Генерал-майор (1 жовтня 1943)

## Нагороди
- Залізний хрест 2-го і 1-го класу
- Орден Альберта (Саксонія), лицарський хрест 2-го класу з мечами
- Срібна медаль Фрідріха-Августа
- Хрест «За військові заслуги» (Австро-Угорщина) 3-го класу з військовою відзнакою
- Нагрудний знак «За поранення» в чорному
- Почесний хрест ветерана війни з мечами
- Медаль «За вислугу років у Вермахті» 4-го, 3-го і 2-го класу (18 років)
- Застібка до Залізного хреста 2-го і 1-го класу
- Нагрудний знак зенітної артилерії люфтваффе
- Імперський орден Ярма та Стріл, командорський хрест (Іспанія; 20 березня 1941)
- Німецький хрест в золоті (1 січня 1945)